# Ardbeg
La Destilería Ardbeg  (escocés gaélico: Taigh-stail Àirde Beaga) es una destilería de whisky escocés ubicada en la costa sur de la isla de Islay (Argyll y Bute, Escocia), en las Hébridas Interiores. La destilería es propiedad de Louis Vuitton Moët Hennessy, y produce un whisky dominado por la turba, típico de Islay. La destilería utiliza malta originaria de los pisos de malteado de Port Ellen.
El whisky Ardbeg denota fuertes influencias oceánicas y de turba características de los whiskies de Islay, destacando los aromas a turba,  y salmuera, jabón carbólico, algas marinas y lana húmeda.

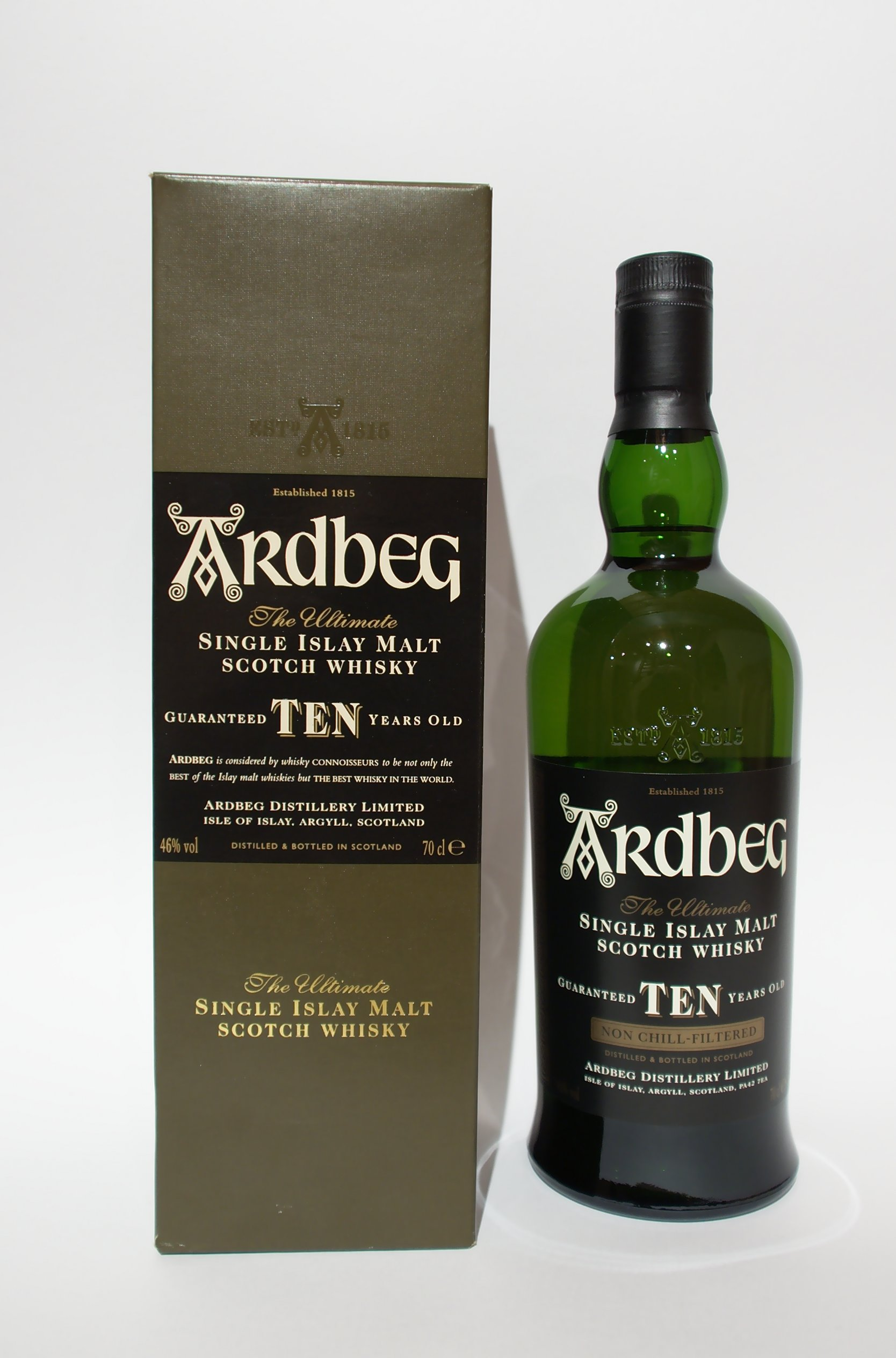
Ardbeg 10 años

## Historia
La destilería Ardbeg funciona desde 1798, iniciando su producción comercial en 1815. Como la mayoría de las destilerías de Escocia, durante la mayor parte de su historia su whisky fue producido para uso en blended whiskies. Hacia 1886 la destilería produjo 300,000 galones de whisky por año, y empleaba 60 trabajadores. La producción se detuvo en 1981, y se reactivó de manera limitada desde 1989 hasta 1996, periodo durante el cual Ardbeg fue propiedad de Hiram Walker.[cita requerida]

## Whiskies

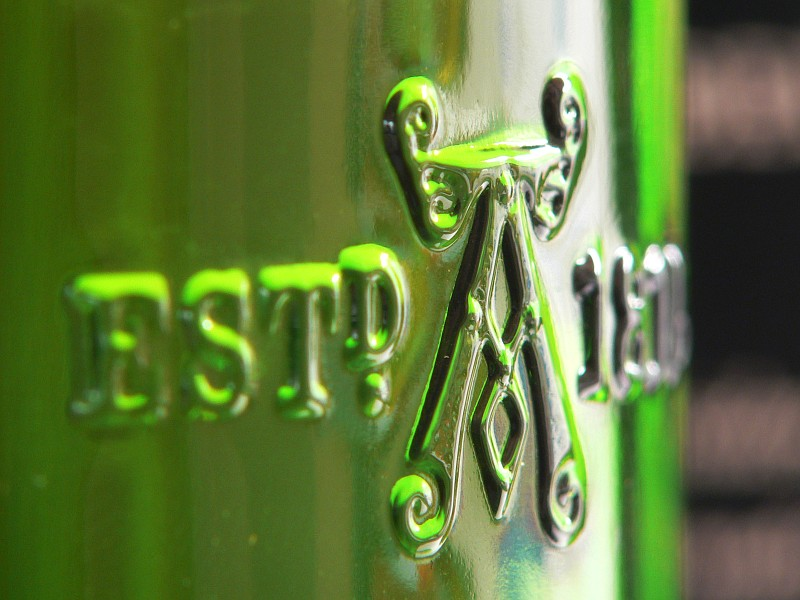
Detalle de una botella de Ardbeg

El whisky Ardbeg es considerado uno de los más turbosos en el mundo, teniendo la mayoría de sus expresiones un contenido de fenol de 55ppm.
Hay varios embotellamientos oficiales. Entre los más importantes se cuentan:
- 10 Years old, 46% ABV, el whisky principal de la gama.[5]
- Airigh Nam Beist, 46% ABV, destilado en 1990, el nombre significa "refugio de la bestia".[6]
- Blasda, 40% ABV, una expresión "ligeramente turbada" sólo tiene 8ppm de fenol.[7]
- Corryvreckan, 57.1% ABV. sustituto del Airigh Nam Beist como núcleo de la gama.[8]
- Supernova, 58.9% ABV, Muy turbado, con un nivel de fenol de 100ppm.[9]
- Uigeadail, 54.2% ABV, madurado en barriles de bourbon y jerez. Nombrado así por el loch que surte de agua a la destilería.
- Rollercoaster, 57.3% ABV, una mezcla de whiskies producidos durante los primeros diez años bajo la propiedad de Glenmorangie. (1997–2006)
- Alligator, 51.2% ABV, madurado en barriles de roble blanco americano muy carbonizados.[10]
- Galileo, 49%, edición limitada, destilado en 1999 y embotellado en 2012. Lanzado para celebrar el envío de muestras de Arbeg a la Estación Espacial Internacional para un experimento en el que se comprobaron los efectos de la micro gravedad en la maduración del whisky.[11]
- Ardbog, 52.1%, madurado en antiguos barriles de manzanilla al menos por 10 años.[12]
- Spectacular, 46.0%, Lanzamiento en 2024, embotellado para el Ardbeg Day 2024, madurado en barricas de vino de Oporto y de bourbon[13]
- Vintage_Y2K 23 Years, Ardbeg Vintage_Y2K 23 Años, 46,0%, destilado en 2000, madurado en barricas de Bourbon y jerez Oloroso[14]

Ardbeg a menudo embotella sus whiskies con un porcentaje de alcohol superior al mínimo legal de 40% y no los someten a filtración en frío. Estas medidas se realizan con la intención de entregar whiskies de gran sabor. El proceso de breducir el contenido de alcohol al embotellar puede diluir el sabor, y mientras la filtración en frío da al whisky un aspecto más transparente a temperaturas bajas (removiendo ácidos grasos, proteínas y ésteres), la pérdida de estos compuestos puede también resultar en una pérdida de sabor; en particular los ésteres que contribuyen aromas frutales.

## Distinciones
Los whiskies Ardbeg han conseguido una variedad de premios y distinciones en concursos internacionales de bebidas espirituosos y licores, y han sido alabados por la crítica. Algunos de estos han sido:
- La Biblia del Whisky  2008 de Jim Murray  otorgó al Ardbeg 10 años el título de Whisky del año y Single Malt del año[15] También ganó una serie de medallas en el San Francisco World Spirits Competition, ganando dos oros y seis medallas de plata entre 2006 y 2012.[16]

- La Biblia del Whisky 2009 de Jim Murray y Biblia del Whisky 2010 otorgó al Uigeadail el título de whisky del año y single malt del año. Además, el San Francisco World Spirits Competition otorgó al Uigeadail dos oros dobles, tres oros, y dos medallas de plata entre 2006 y 2012.[17]

- El Ardbeg Galileo ganó el premio al mejor single malt del mundo en los World Whiskies Awards de 2013.[18]